# Mepiquat-chlorid
Mepiquat-chlorid (kurz: Mepiquat) ist eine chemische Verbindung aus der Gruppe der Piperidine und quartären Ammoniumverbindungen und ein von BASF 1978 eingeführter Wachstumsregulator.

## Gewinnung und Darstellung
Mepiquat-chlorid kann durch Reaktion von Piperidin mit Brommethan (Methylbromid) und Silberchlorid gewonnen werden. Eine ökonomischere, einstufige Synthese nutzt Piperidin, Methylchlorid und Kaliumcarbonat in Ethanol.

## Verwendung
Mepiquat-chlorid wird als systemischer Wachstumsregulator verwendet. Mepiquat hemmt die Gibberellinsäure-Biosynthese, indem er die Umwandlung von Geranylgeranylpyrophosphat (GGPP) zu Kauren blockiert. Dadurch wird die Zellstreckung inhibiert, wodurch sich das Längenwachstum der Pflanzen vermindert.
Mepiquat-chlorid wird im Raps- und Getreideanbau in Kombination mit Ethephon (Terpal) oder dem Fungizid Metconazol (Carax) zur Erhöhung der Standfestigkeit der Halme und der Winterfestigkeit verwendet.
Dadurch wird die Gefahr des Halmbruchs deutlich verringert. Bei Baumwolle wird Mepiquat-chlorid zur Reifeverfrühung und zur Hemmung unerwünschten vegetativen Wuchses eingesetzt; bei Zwiebeln und Knoblauch verhindert Mepiquat das Auskeimen.
Um die Regenfestigkeit zu erhöhen, kann das Dimethylpiperidinium-Kation mit Polyacrylsäure zu einer poly-ionischen Flüssigkeit umgesetzt werden.

## Toxikologie
Mepiquat-chlorid ist weder bienen-, noch fischgiftig und wird im Boden mit einer Halbwertszeit von 10 Tagen abgebaut.

## Zulassung
Mepiquat wurde 2008 in die Liste der in der EU zulässigen Pflanzenschutzmittel-Wirkstoffe aufgenommen.
Mepiquat-chlorid ist in Deutschland, Österreich und der Schweiz als Wirkstoff zugelassen.